# آپولو ۵
آپولو ۵ (به انگلیسی: Apollo 5) قسمتی از پروژهٔ آپولوی ناسا برای آماده‌سازی فرود انسان بر سطح کره ماه بود.
این مأموریت ناسا در سال ۱۹۶۸ بوقوع پیوست، و فضانوردی نداشت.

## نگارخانه

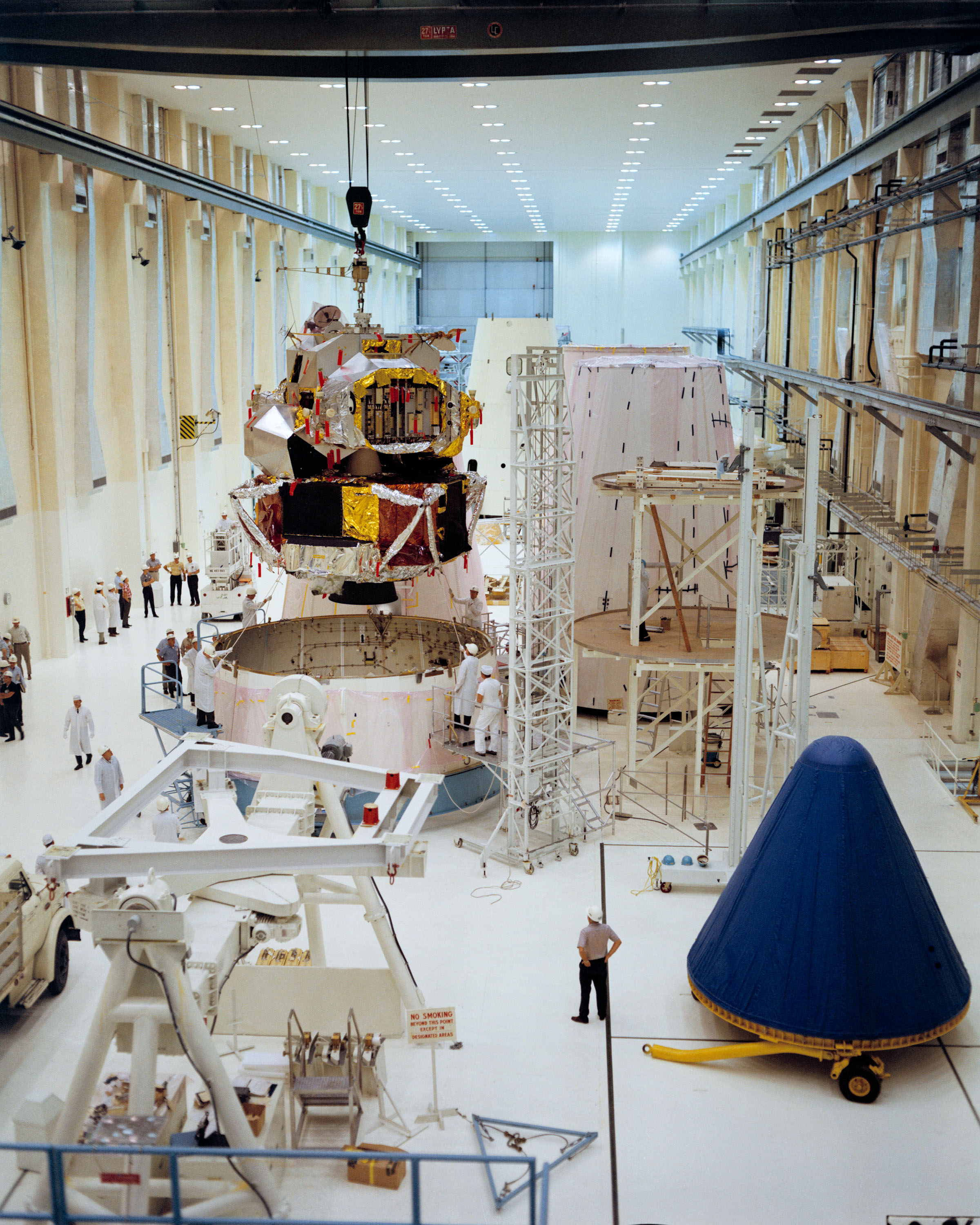
سالن مونتاژ قطعات
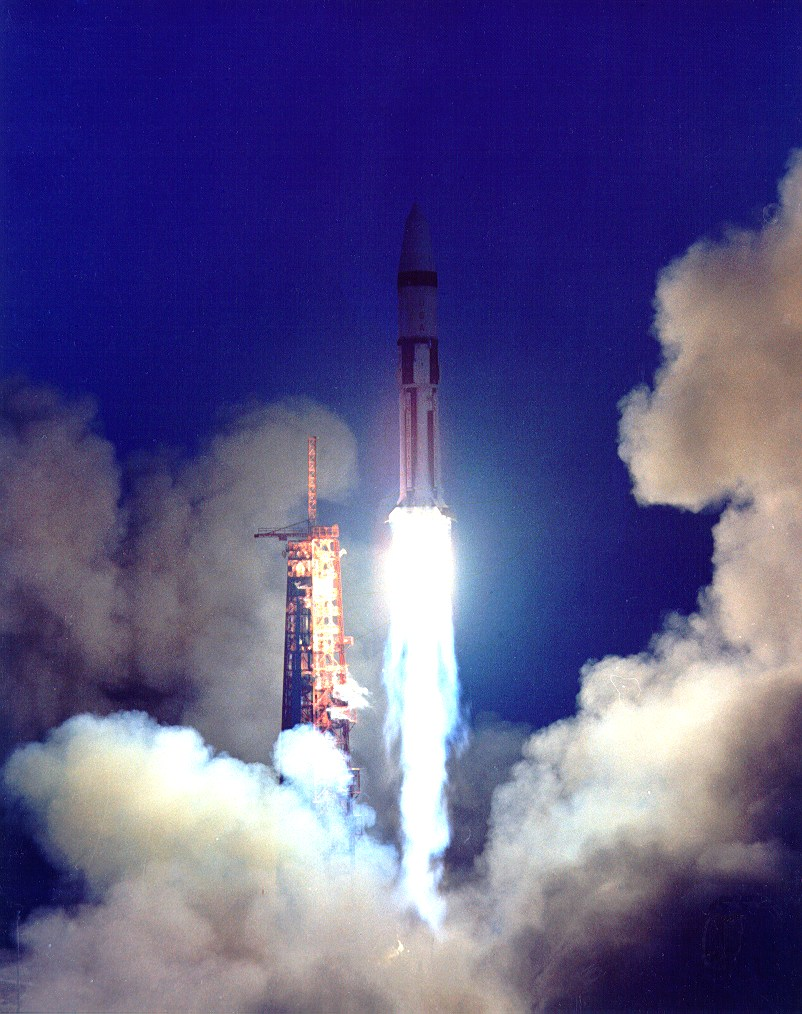
پرتاب ساترن-۵